# St. Alban-Schwibbogen

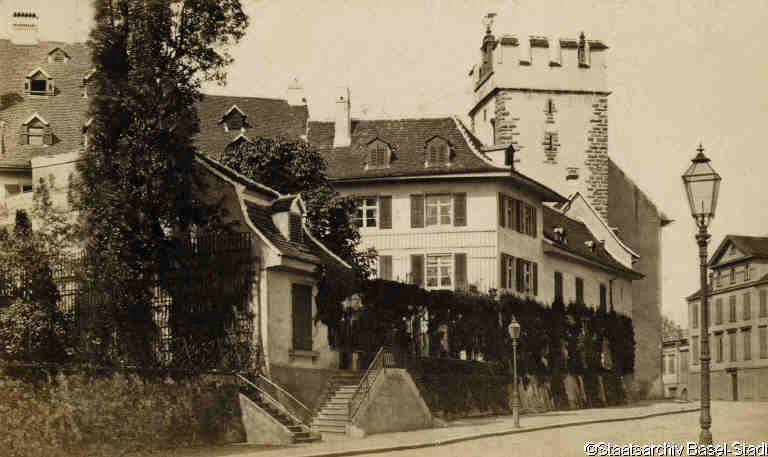
Der St.-Alban-Schwibbogen vom heutigen Kunstmuseum Basel aus gesehen (Fotopositiv, 1878)

Der St.-Alban-Schwibbogen (auch Kunos Tor, später auch Inneres St.-Alban-Tor genannt) ist ein ehemaliges kleines Stadttor der Stadt Basel und früherer Bestandteil der inneren Basler Stadtmauer. Er war der Vorläufer des St. Alban-Tors, welches bereits vor der Stadterweiterung weiter aussen als Wachturm bestand. Obwohl der St.-Alban-Schwibbogen seine ursprüngliche Funktion mit dem Bau der äusseren Stadtmauer und der Eingliederung des St. Alban-Tors in die neue Mauer als Stadttor verlor, blieb er dennoch lange Zeit erhalten und wurde erst 1878 abgerissen.